# Scothelius guianensis
Scothelius guianensis är en svampart som beskrevs av Bat., J.L. Bezerra & Cavalc. 1965. Scothelius guianensis ingår i släktet Scothelius, divisionen sporsäcksvampar och riket svampar.   Inga underarter finns listade i Catalogue of Life.